# Cochlostoma canestrinii
Cochlostoma canestrinii é uma espécie de gastrópode da família Cochlostomatidae.
É endémica de Itália.
Os seus habitats naturais são: áreas rochosas.